# Humanizovano antitelo
Humanizovana antitela su antitela životinjskog porekla čije proteinske sekvence su bile modifikovane da bi se povećala njihova sličnost sa prirodnim ljudskim varijantama antitela. Proces „humanizacije“ se obično primenjuje na monoklonalnim antitelima koja su razvijena za ljudsku upotebu (na primer, antitela razvijena kao antikancerni lekovi). Potreba za humanizacijom se javlja kad proces razvoja specifičnog antitela obuhvata stupanj generisanja u imunskom sistemu koji nije ljudski (kao što je imunski sistem miša). Proteinske sekvence antitela proizvedenih na taj način su znatno različite od homolognih ljuskih antitela, i stoga su potencijalno imunogena kad se administriraju u ljude. Nije neophodno humanizovati sva monoklonalna antitela namenjena za ljudsku upotrebu, pošto su mnoge terapije samo kratkotrajne intervencije.
Humanizovana antitela se razlikuju od himernih antitela, čije sekvence su takođe slične ljudskim, ali sadrže duže segmente proteina koji nise ljudskog porekla.